# Villa de San Antonio
Villa de San Antonio – gmina (municipio) w środkowym Hondurasie, w departamencie Comayagua. W 2010 roku zamieszkana była przez ok. 22,5 tys. mieszkańców. Siedzibą administracyjną jest miejscowość Villa de San Antonio.

## Położenie
Gmina położona jest w południowej części departamentu. Graniczy z 8 gminami:
- Comayagua od północy,
- Cedros i Dystrykt Centralny od wschodu,
- Lepaterique, Lamaní i San Sebastián od południa,
- Cane i La Paz od zachodu.

## Demografia
Według danych honduraskiego Narodowego Instytutu Statystycznego na rok 2010 struktura wiekowa i płciowa ludności w gminie przedstawiała się następująco:
| Wiek                 | 0–3   | 4–6   | 7–12  | 13–17 | 18–24 | 25–64 | 65+   | razem  |
| Villa de San Antonio | 2 408 | 1 752 | 3 539 | 2 717 | 3 088 | 7 940 | 1 071 | 22 516 |
| Mężczyźni            | 1 193 | 896   | 1 720 | 1 353 | 1 463 | 3 723 | 468   | 10 816 |
| Kobiety              | 1 214 | 856   | 1 819 | 1 364 | 1 626 | 4 217 | 603   | 11 699 |